# يوهان بينيدكت ليستينغ
يوهان بينيدكت ليستينغ (بالألمانية: Johann Benedict Listing)‏ هو عالم رياضيات ألماني. هو أول من استعمل كلمة طوبولوجيا.

## وصلات خارجية
- يوهان بينيدكت ليستينغ على موقع الموسوعة البريطانية (الإنجليزية)

- A reprint of (part of) his famous 1847 article introducing طوبولوجيا, published in Vorstudien zur Topologie, Vandenhoeck und Ruprecht, Göttingen, pp. 67, 1848.